# Hradčanské náměstí
Hradčanské náměstí je veřejné prostranství nacházející se v centru Hradčan v městské části Praha 1 v bezprostřední blízkosti Pražského hradu. Jedná se o hlavní náměstí Hradčan, které z východní strany navazuje na I. hradní nádvoří a západní vstupní bránu a západní průčelí Pražského hradu. Na jižní straně vyúsťuje Královská cesta ulicí Ke hradu (směrem od horního konce Nerudovy ulice), zde se nachází vyhlídková terasa resp. Hradní rampa s nádherným výhledem na Prahu, nedaleko odtud byla umístěna i socha československého prezidenta Tomáše Garrigue Masaryka u příležitosti 150. výročí jeho narození.

## Přístupové cesty
- od východu

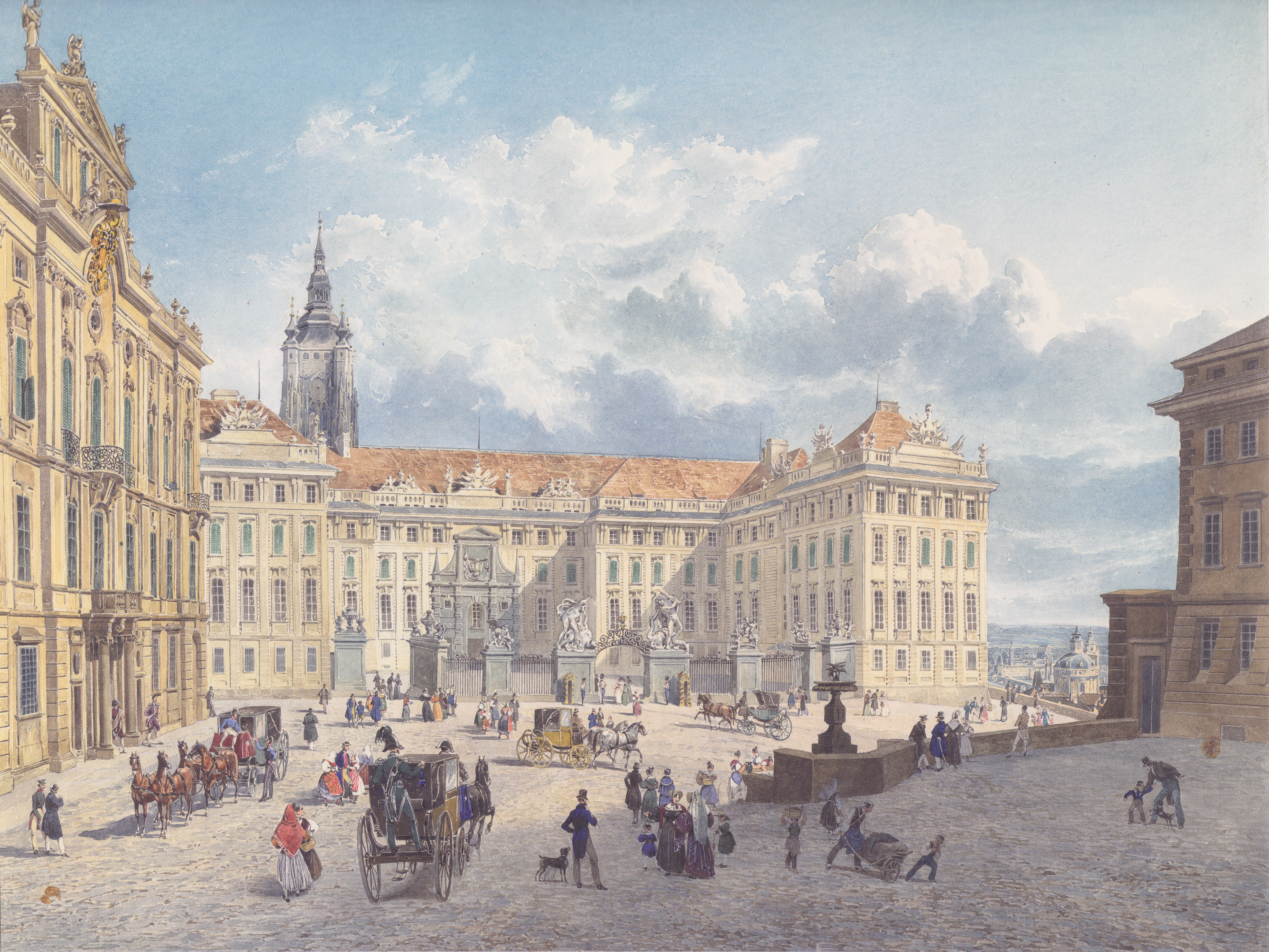
Historický obrázek náměstí, Eduard Gurk, kolem roku 1838

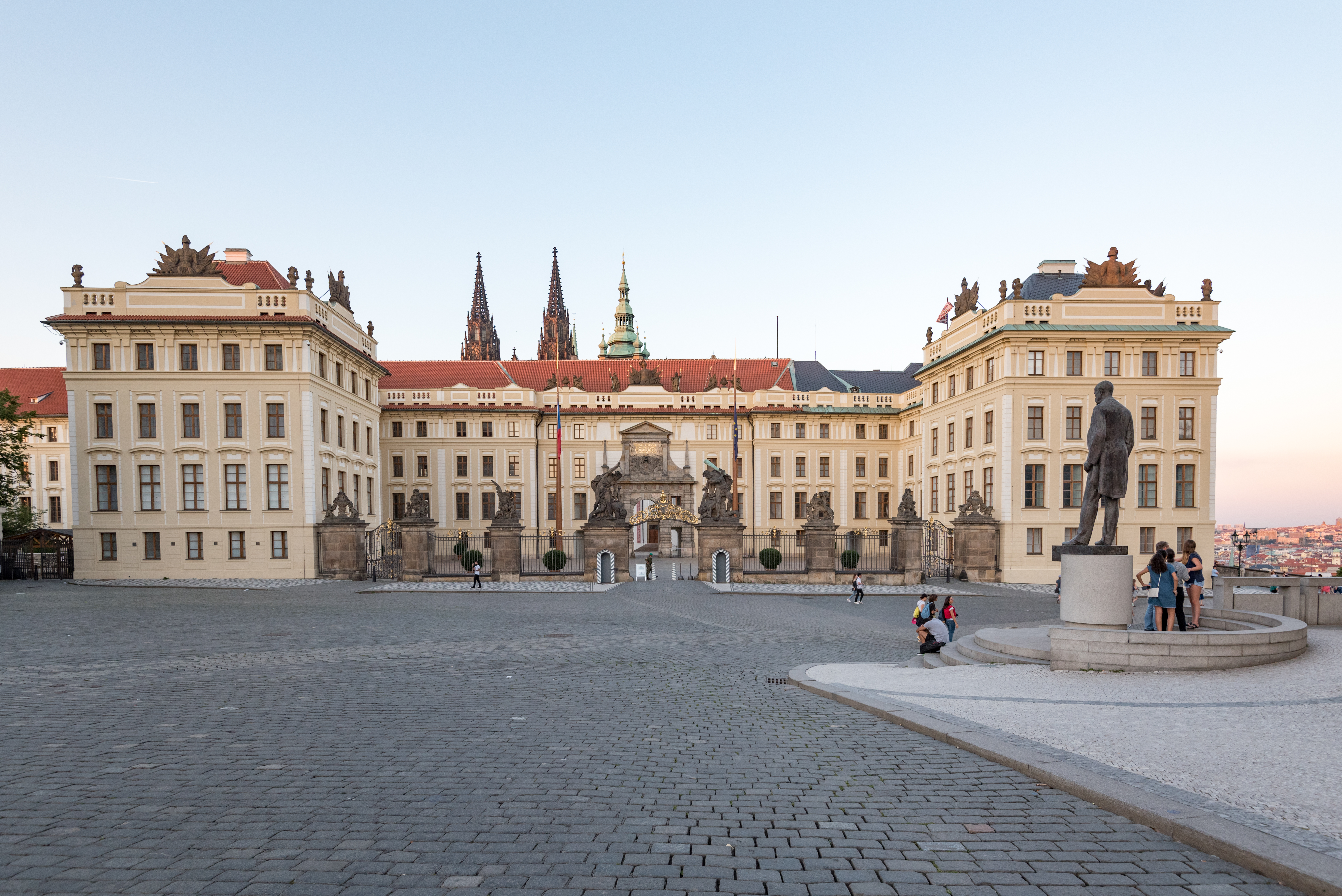
Hradčanské náměstí s Matyášovou branou a vstupní částí Pražského hradu

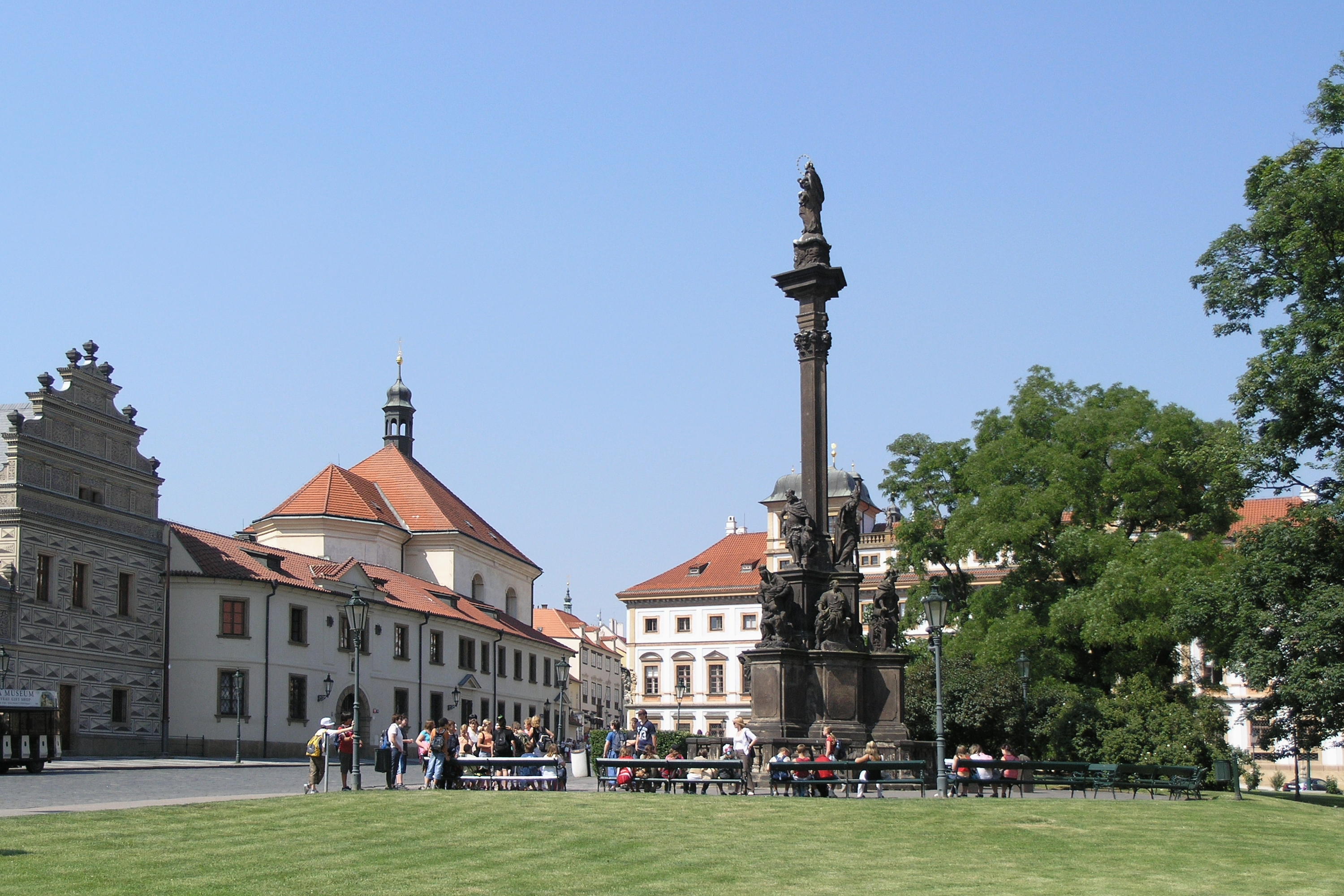
Hradčanské náměstí s mariánským sloupem v popředí

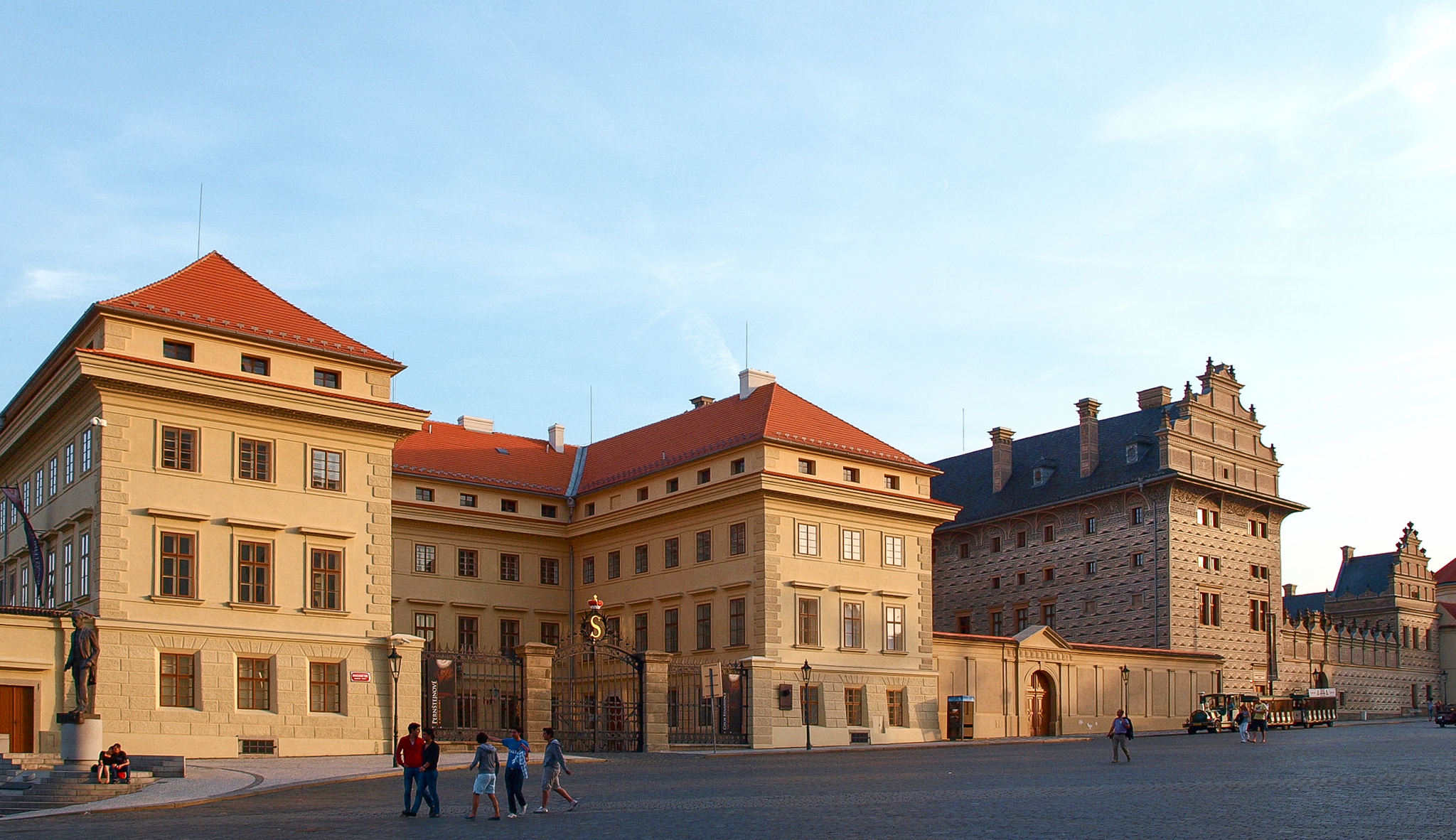
Pohled na jižní stranu náměstí - Salmovský a Schwarzenberský palác

  - Pražský hrad – západní Matyášova brána a Brána gigantů (1. hradní nádvoří)
- od jihu
  - Zámecké schody (někdy nesprávně označované jako Nové zámecké schody)
  - ulice Ke hradu (Královská cesta z Nerudovy ulice a z Úvozu)
  - Radnické schody (Loretánská ulice)
- od západu
  - Loretánská ulice
  - Kanovnická ulice

## Památky

### východní strana
- Pražský hrad (první hradní nádvoří zakončené Matyášovou branou, protější Bránu gigantů (hlavní vstup) zdobí sousoší Souboj Titánů)

### jižní strana
- Salmovský palác (Národní galerie)
- Schwarzenberský palác (Národní galerie)
- klášter Bosých karmelitek
- kostel svatého Benedikta

### západní strana
- Toskánský palác

### severní strana
- Martinický palác
- Sasko-lauenburský palác
- Losenovský palác (dům U Labutí)
- Šternberský palác (Národní galerie)
- Arcibiskupský palác
- Kanovnické domy

### Sochařská výzdoba
- Mariánský morový sloup
- sloup Panny Marie Einsiedelnské (Hradní rampa) je pozůstatkem portálu stejnojmenného kostela stojícího proti sousoší sv. Václava na hradní rampě Pražského hradu. Sloup na čtyřhranném soklu nese sousoší Panny Marie s umučeným Kristem v klíně. Jedná se o raně barokní dílo neznámého autora z doby okolo roku 1672. Sousoší stávalo u raně barokní kaple Panny Marie Einsiedelnské zasvěcené švýcarské madoně v místech ze zadní strany dnešního Salmovského paláce. Část kaple byla roku 1791 zbourána, a tak vznikla ohrazená plošina (Kajetánka), odkud je krásný pohled na Malou Stranu a na Prahu.[1]
- socha Tomáše Garrigue Masaryka – z roku 2000 od J. Vajce a J. Bartoše podle Otakara Španiela
- socha svatého Václava na rampě Pražského hradu je secesní pískovcová socha, přezdívaná lidově „Rybář“ podle sklonu Václavova praporce. Socha stála na rampě Pražského hradu vedle sochy Panny Marie Einsiedelnské, v současné době je sejmuta. Byla umístěna na barokním soklu pocházejícím z někdejšího sousoší sv. Václava na Karlově mostě od Ottavia Mosta, přeneseného sem po povodni roku 1791. Tato nová socha sv. Václava je dílem Čeňka Vosmíka z roku 1906. Po poškození sochy dostal sv. Václav novou pískovcovou levou ruku pro držení praporce, barokní ručka andělíčka na podstavci však opět chybí. Vedle sochy je plošina s výhledem na panoráma Prahy (Kajetánka), na plošině stojí též sousoší Panny Marie Einsiedelnské z konce 17. století. Socha svatého Václava je chráněna jako kulturní památka České republiky.[2]
- socha svatého Filipa Nerejského z roku 1715. V roce 1714 podal František Helfríd Voračický z Paběnic žádost o svolení postavit sochu Jana Sarkandera, o jehož svatořečení se tehdy uvažovalo. Autorem sochy měl být Jan Brokoff. Toto povolení mu bylo uděleno a socha byla postavena v blízkosti arcibiskupského paláce. V roce 1764 byla socha přemístěna na dnešní místo jako socha svatého Filipa Nerejského. Názory na autorství sochy se liší. Na soklu se nachází zřetelný nápis OPUS JOAN. BROKOFF. Janu Brokoffovi připisuje plastiku Oskar Pollak[3] či Karel B. Mádl.[4] František Ekert uvádí jako autory otce Jana i syna Ferdinanda Maxmiliána.[1] Emanuel Poche připisuje sochu Michalu Josefu Brokoffovi,[5] Oldřich J. Blažíček pokládá za autora Ferdinanda Maxmiliána Brokoffa.[6] Na štítku pod sochou je latinský nápis: František Voračický, sv. říše římské hrabě a pán na Paběnicích, J. c. M. komorník a rada, zhotoviti dal r. 1715 a dále erb Františka Voračického s monogramy Ferdinanda III. a Leopolda I. Na štítu vedle sochy, který přidržují dva putti, je latinský text: Ejhle sv. Filip Nérijský, zakladatel kongregace Oratoriánů, patron šťastné smrti, příklad pokory, čistoty a lásky. Zemřel 26. května 1559.[1]
- sousoší Souboj Titánů (Pražský hrad, Brána gigantů na 1. hradním nádvoří)

Sochy a pomníky
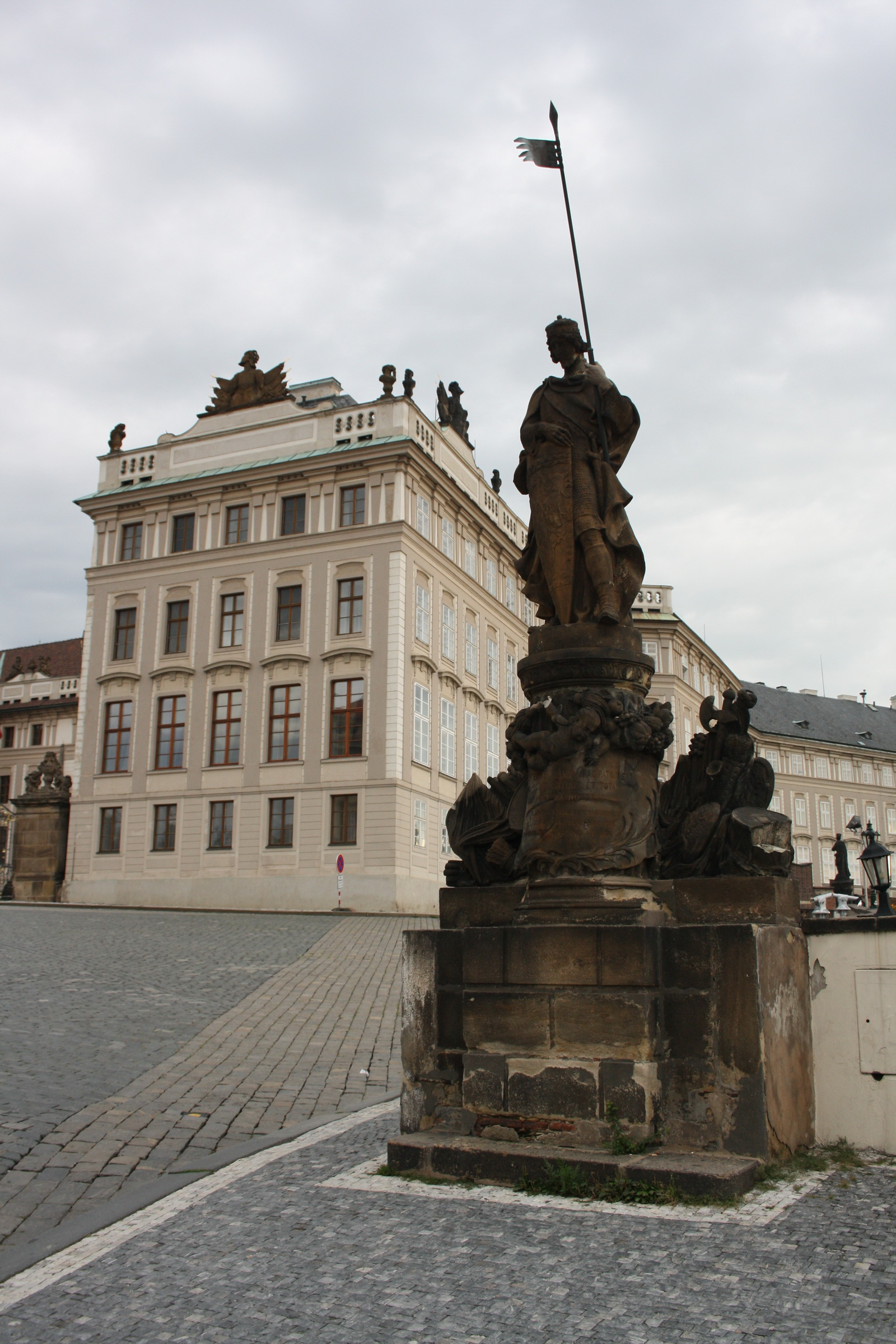
Čeněk Vosmík: socha svatého Václava
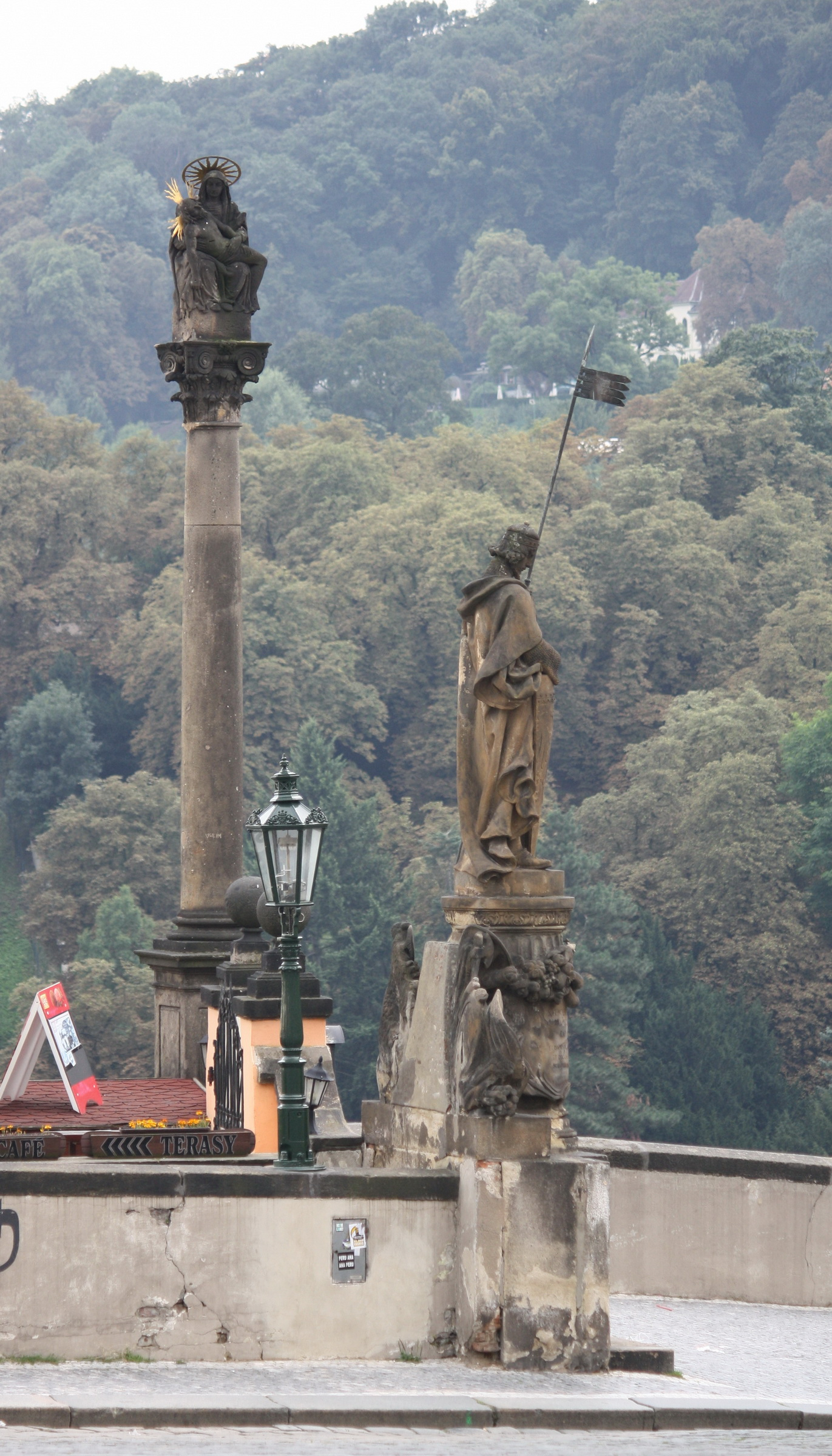
Socha svatého Václava (Čeněk Vosmík) a socha Panny Marie Einsiedelnské
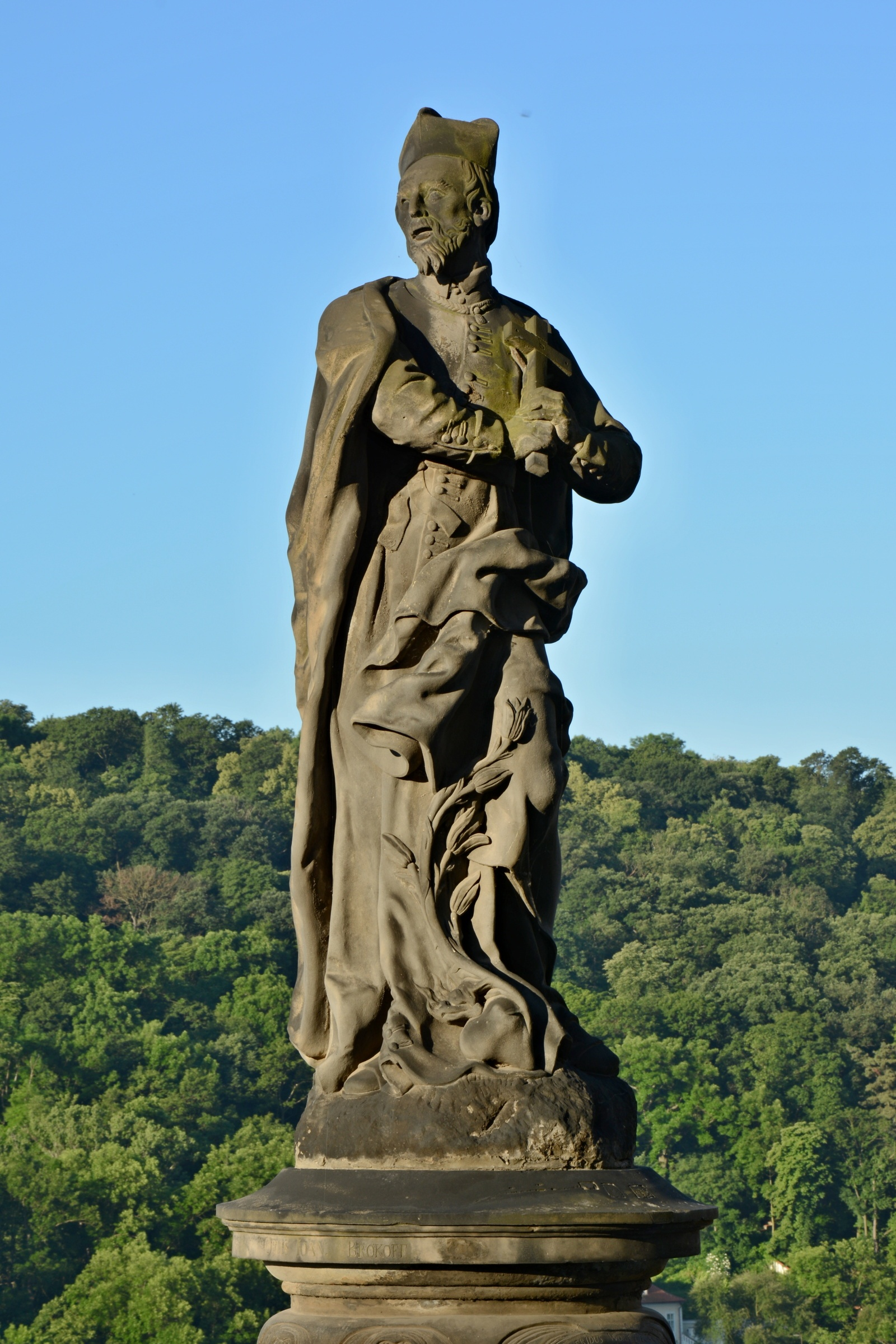
Ferdinand Maxmilián Brokoff: Socha sv. Filipa Nerijského, pohled od severovýchodu
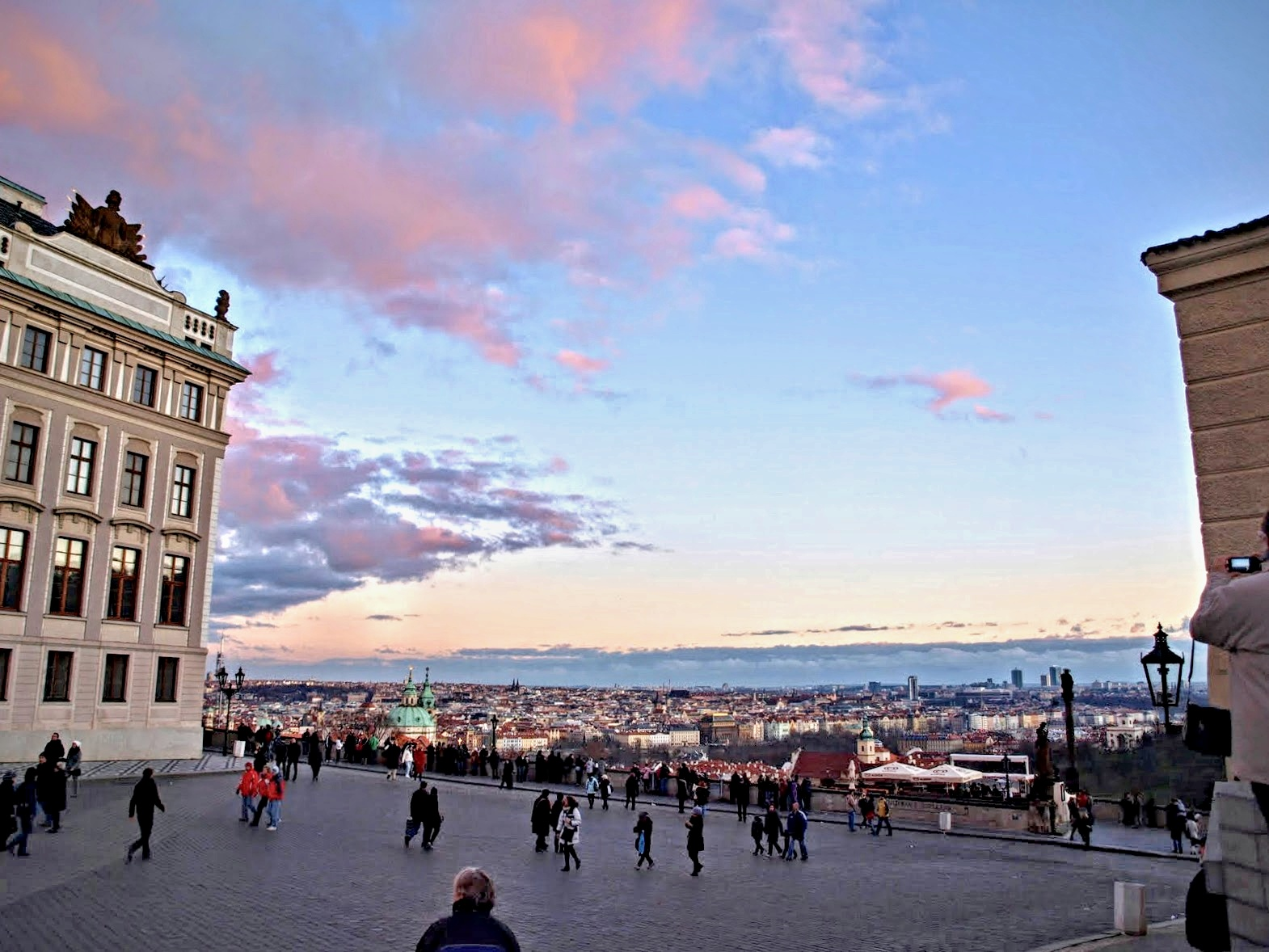
Pohled na jižní stranu náměstí - vlevo křídlo Pražského hradu, uprostřed vyhlídková terasa a socha Tomáše Garrigue Masaryka, vpravo Salmovský palác
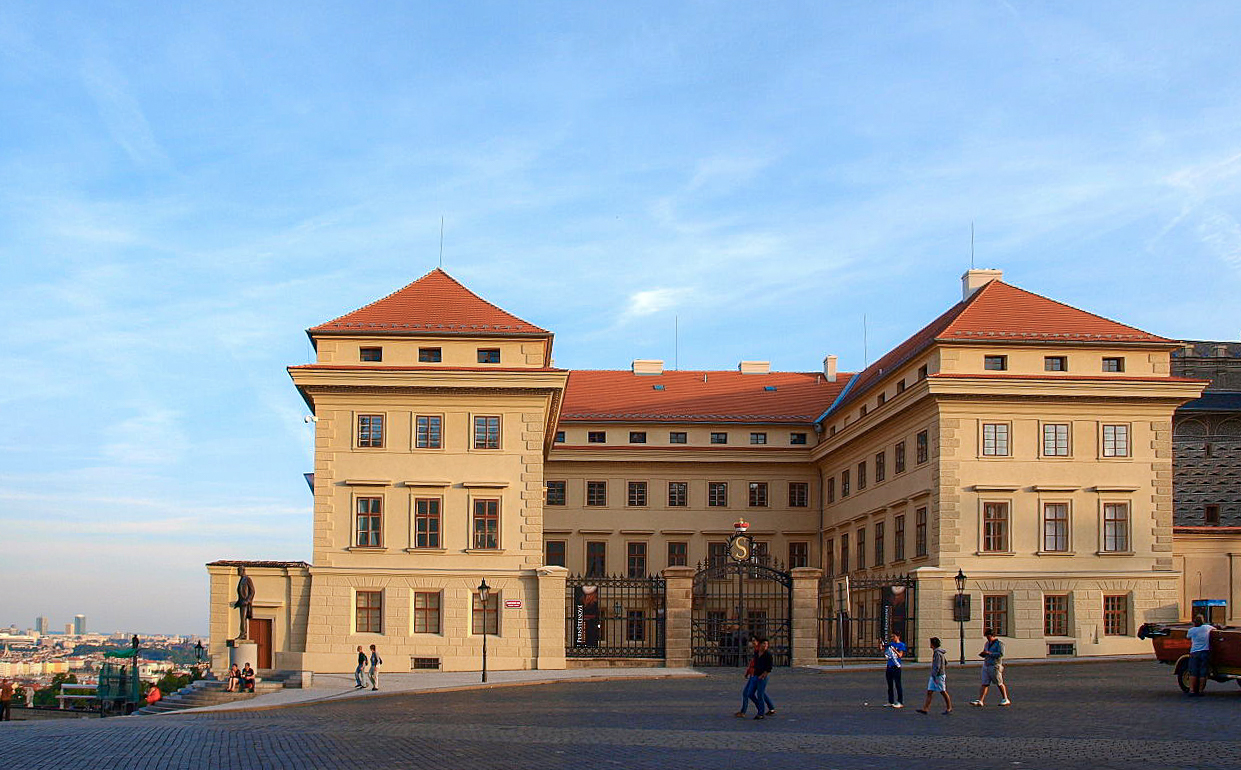
Salmovský palác
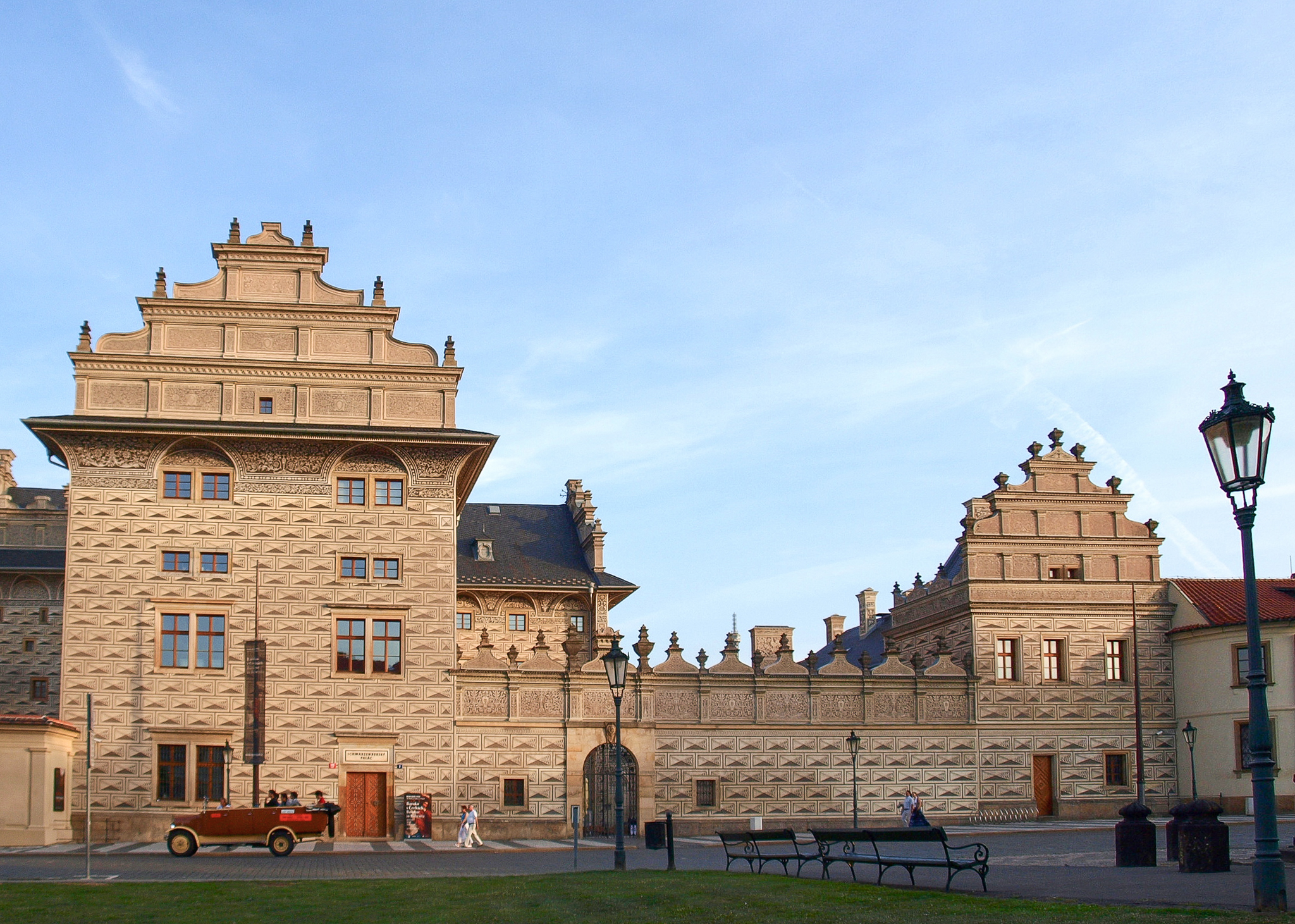
Schwarzenberský palác
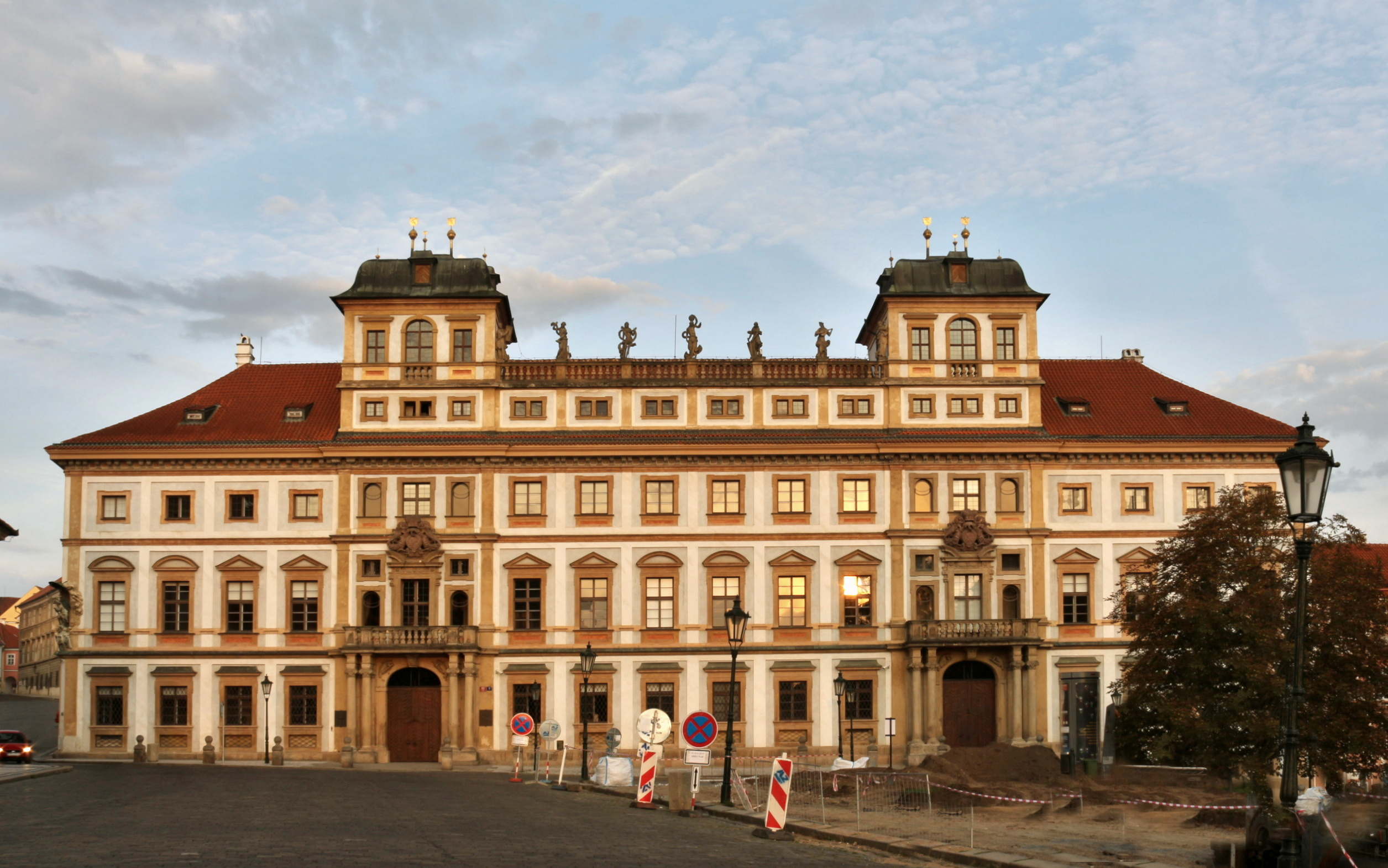
Toskánský palác na západní straně náměstí

### Kandelábr
Litinový kandelábr pouličního osvětlení s osmi plynovými světly navrhl Alexej Linsbauer se sochařem Eduardem Veselým a do roku 1868 odlila komárovská slévárna u Berouna. Na pískovcovém soklu je podstavec se čtyřmi ženskými postavami, nad nimi je osm ramen s lucernami. Střední část zakončuje vysoký korintský sloup s alegorickou postavou symbolizující Prahu. Stejný kandelábr je nedaleko v Loretánské ulici a společně jsou chráněny jako kulturní památka České republiky. Skromnější kandelábr se čtyřmi rameny se nachází na Dražického náměstí u Karlova mostu.

## Společenské a sportovní akce
Náměstí plní také významné společenské funkce. Kromě velice čilého turistického ruchu se zde často koná i vítání oficiálních státních návštěv a další akce. Na náměstí se například v prosinci 2007 konal závod světového poháru v běhu na lyžích nebo v dubnu 2009, kdy zde při oficiální státní návštěvě České republiky pronesl projev americký prezident Barack Obama.
23. prosince 2011 přes Hradčanské náměstí procházel pohřební průvod Václava Havla. Veřejnost pak mohla průběh samotného pohřbu ve svatovítské katedrále sledovat na velkoplošných projekcích na náměstí a druhém hradním nádvoří.
V letech 2018 a 2019 se zde konaly demonstrace proti politice prezidenta Miloše Zemana.